# Jewgenija Leonidowna Issakowa
Jewgenija Leonidowna Issakowa (russisch Евгения Леонидовна Исакова, engl. Transkription Yevgeniya Isakova; * 27. November 1978 in Leningrad, heute Sankt Petersburg) ist eine ehemalige russische Hürdenläuferin.
Obwohl die Spezialistin auf der 400-Meter-Strecke seit 2001 jedes Jahr unter 58 Sekunden lief, gelang ihr erst 2006 der Durchbruch in die internationale Spitze. Sie wurde 2006 in 55,09 Sekunden russische Meisterin. Beim Europacup wurde sie in 55,82 Sekunden Zweite hinter der Britin Tasha Danvers-Smith. 
Bei den Europameisterschaften 2006 in Göteborg lief Issakowa bereits im Halbfinale eine persönliche Bestleistung mit 54,17 Sekunden. Im Finale steigerte sie sich auf 53,93 Sekunden und wurde Europameisterin vor der Griechin Fani Chalkia.
Bei den Leichtathletik-Weltmeisterschaften 2007 in Osaka wurde sie Sechste.
Jewgenija Issakowa hatte bei einer Körpergröße von 1,75 m ein Wettkampfgewicht von 67 kg. 

## Bestleistungen
- 400 m Hürden: 53,93 s, 9. August 2006
- 400 m: 52,14 s, 23. Juli 2005